# Frederick Pearson

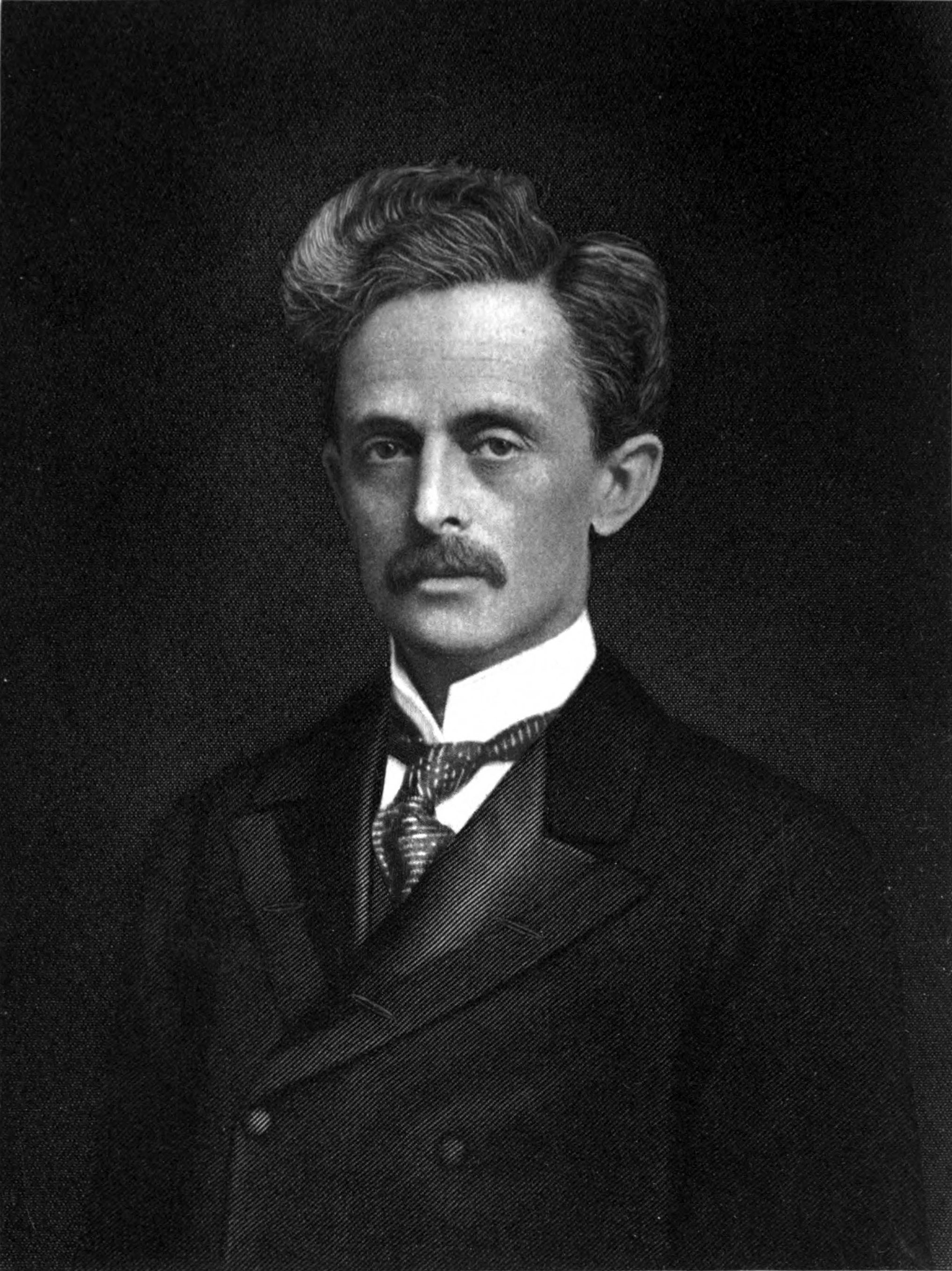
Frederick Stark Pearson, um 1895

Frederick Stark Pearson (* 3. Juli 1861 in Lowell, Massachusetts; † 7. Mai 1915 im Atlantischen Ozean) war ein US-amerikanischer Ingenieur und Unternehmer.

## Familie und Privatleben
Frederick Pearson war der Sohn des Bauingenieurs Ambrose Pearson und dessen Frau Hannah Amelia (geb. Edgerly). Am 5. Januar 1887 heiratete er in seiner Heimatstadt Lowell Mabel Ward (* 16. Januar 1863 in Boston); aus der Ehe gingen drei Kinder hervor: Ward Edgerly Pearson (* 8. November 1887) (später Schatzmeister der Pearson Engineering Company), Natalie Stark Pearson (* 19. Dezember 1889) und Frederick Ambrose Pearson (* 27. November 1891). Der Hauptwohnsitz der Familie war Great Barrington, Massachusetts; die Pearsons hatten jedoch auch weitere Anwesen wie Coombe House, Kingston Hill, Surrey, England oder das Haus in der Carrer Mallorca 271 in Barcelona, Spanien.

## Berufliche Laufbahn
Pearson ging 1883 von der Tufts University ab und entwickelte in den kommenden Jahren in Boston ein elektronisches Transportsystem. 1894 wurde Pearson zum Oberhaupt der Metropolitan Street Railways in New York City ernannt. Nach und nach schuf er sich in den Vereinigten Staaten einen guten Ruf als innovativer und integrer Ingenieur und wurde schnell von Geschäftsleuten, Unternehmen und sogar der Regierung als Berater unter Vertrag genommen. Als vorausschauender, technisch versierter und finanziell ausgeklügelter Denker führte er viele große Projekte in Nord- und Südamerika durch. Zudem war er Manager der Somerville Electric Light Company.
Im kanadischen Montreal baute er eine Freundschaft mit dem jungen Anwalt und Börsenmakler James Dunn auf. Pearson konnte ihn überreden, nach London überzusiedeln, dem damals größten und wichtigsten Börsenmarkt der Welt. Mithilfe von Dunns explodierenden Gewinnen an der Börse gelang es Pearson, ein gewaltiges Geschäftsimperium aufzubauen, zu dem die São Paulo Tramway, Light and Power Company in Brasilien, die Mexican North Western Railway, die Mexican Tramway Company, die Mexican Light and Power Company in Mexiko und die British American Nickel Company in Kanada gehörten.
Labile Regierungen und Korruption in öffentlichen Behörden in Mexiko machten Pearson sehr zu schaffen. Die Regierung von Präsident Venustiano Carranza nationalisierte seine Mexican Tramway Company und letztendlich verlor er alles, was er in Mexiko investiert hatte. 1912 organisierte er ein Syndikat in Hale County, Texas. Während seiner Arbeit dort gründete er die Stadt Natalia, die nach seiner Tochter Natalie benannt ist.
1913 handelte Pearson eine Übereinkunft mit der spanischen Regierung aus, eine hydraulische Anlage und einen Damm am Rio Ebro zu errichten und gründete die Barcelona Traction, Light and Power Company, die den Bau planen, organisieren und vornehmen sollte. Die Bauarbeiten dauerten bis 1915.

## Tod auf derLusitania
Am 1. Mai 1915 gingen Frederick und Mabel Pearson zusammen mit ihrem Sekretär David Walker in New York als Erste-Klasse-Passagiere an Bord des britischen Passagierschiffes Lusitania, um in England ihre mittlerweile verheiratete Tochter zu besuchen. Das Schiff sollte am 8. Mai in Liverpool einlaufen. Pearsons Kollege Major F. Warren Pearl und sein guter Freund George Kessler, der „Champagnerkönig von New York“, waren ebenfalls an Bord. Die Reise verlief ruhig, das Ehepaar flanierte an Deck und Pearson selbst spielte oft Karten mit dem irischen Kunstsammler Sir Hugh Lane und Lady Marguerite Allan, der Ehefrau von Montagu Allan. Am Abend des 6. Mai war das Paar zu Gast bei George Kesslers Party in dessen Luxussuite, wo sich viele prominente Passagiere trafen. Am 7. Mai wurde die Lusitania ohne Warnung von dem deutschen U-Boot U20 torpediert und versenkt. Frederick Pearson und seine Frau kamen bei der Katastrophe ums Leben. Beide Leichen wurden geborgen und identifiziert, Pearson war Leiche #16, Mabel Pearson war Leiche #216.
Die texanische Kleinstadt Pearson wurde nach ihm benannt.